# When Men Wear Skirts
When Men Wear Skirts è un cortometraggio del 1914 scritto e diretto da Marshall Neilan che, nel cast, appare anche come attore a fianco di Ruth Roland.
Il film venne prodotto dalla Kalem Company e distribuito dalla General Film Company, che lo fece uscire nelle sale statunitensi il 28 agosto 1914.